# Minalogic
Minalogic est le pôle de compétitivité de la transformation numérique en Auvergne-Rhône-Alpes. Implanté sur trois sites à Grenoble, Lyon et Saint-Etienne, le pôle anime un écosystème unique de plus de 500 adhérents, dont plus de 440 entreprises couvrant l’ensemble de la chaîne de la valeur du numérique, des universités et instituts de recherche, des collectivités locales et des investisseurs. Minalogic accélère les mises en relations qualifiées entre ces acteurs et booste leurs projets d’innovation et de business, en France, en Europe et à l’international.
Il a été labellisé en novembre 2005 et a reçu en octobre 2012 le Label Gold européen « Cluster Organisation Management Excellence » décerné par l’European Cluster Excellence Initiative (ECEI) . Son label a été renouvelé le 27/03/2023 dans le cadre de la phase V des pôles de compétitivité 
S’appuyant sur le professionnalisme reconnu de son équipe d’animation, l’offre de services de Minalogic repose sur trois missions complémentaires :
- l’animation d’un réseau d’innovation régional d’ambition internationale,
- l’accompagnement de projets d’innovation
- et la valorisation de l’expertise technologique de l'écosystème

## Chiffres-clés
- Ce pôle est constitué en 2023 de plus de 500 membres, dont :
  - près de 430 entreprises, dont 91 % de start-ups & PME
  - 19 organismes de recherche et de formation
  - 10 collectivités territoriales
  - 28 organismes de développement économique et autres organisations
  - 9 banques & investisseurs privés

- 885 projets collaboratifs de R&D labellisés et financés [3] par l’État et les collectivités locales à hauteur d'1,14 milliard d’euros, pour un budget global de plus de 2,7 milliards d'euros.

## Historique
Dès 2002, la microélectronique est pour la région de Grenoble, un véritable moteur technologique et industriel, dû notamment à l’annonce de l’alliance Crolles II, sur le site de Crolles de trois des dix premiers industriels du secteur (STMicroelectronics, Philips et Motorola) pour conduire un ambitieux programme de recherche industrielle. Cette opération, qui représente le plus grand investissement industriel des dix dernières années, s’appuie sur les compétences développées dans les technologies nanométriques autour du CEA et des laboratoires de la région.
- 12 juillet 2005 : obtention du label « pôle de compétitivité mondial » par le CIADT [4].

- 2 juin 2006 : Inauguration du campus d'innovation Minatec sur le polygone scientifique
- Octobre 2006 :  Minalogic devient membre d'Artemis, JTI[Quoi ?] dédiée aux systèmes embarqués

- Septembre 2007: Minalogic enregistre son 100e adhérents

- Septembre 2008 : Minalogic devient membre d'Aeneas, relais en France de la JTI Eniac, dédiée aux micro nanotechnologies

- Avril 2009 : Minalogic lance la première convention de mise à disposition de salariés
- Décembre 2009 : Minalogic enregistre son 150e adhérent

- Mars 2010 : Les clusters de nanoélectronique de Dresde et Grenoble ouvrent la voie à une coopération renforcée [5]
- Avril 2010 : Loïc Liétar, Vice-Président de STMicroelectronics, est élu Président du Pôle de compétitivité mondial Minalogic
- Juin 2010 : Minalogic dépasse les 100 PME adhérentes
- Février 2011 : Minalogic accueille Jean Chabbal, nouveau Délégué Général du pôle
- Mai 2011 : Le projet d’Institut de recherche technologique NanoElectronique (IRT Nanoelec), porté par Minalogic, le CEA et STMicroelectronics, compte parmi les 6 instituts français retenus dans le cadre de la politique des investissements d’avenir (Grand Emprunt).
- Octobre 2011 : Minalogic dépasse les 200 adhérents.
- Mars 2012 : Minalogic dépasse les 200 projets financés.
- Septembre 2012 : Lancement du programme Easytech, destiné aux PME pour faciliter le transfert de technologies vers l’industrie [6]
- Octobre 2012 : Lancement de Silicon Europe[7], premier réseau inter-clusters européen en micro-nanoélectronique, regroupant les 4 clusters  DSP Valley (Belgique), Minalogic (France), HighTechNL (Pays-Bas) et Silicon Saxony (Allemagne).
- Novembre 2013 : Minalogic accueille Isabelle Guillaume, nouvelle Déléguée Générale du pôle [8]
- Novembre 2013 : Minalogic élargit son périmètre à l'ensemble de la filière logicielle [9]
- Janvier 2014 : Pour la première fois, Minalogic emmène une délégation d'entreprises sur le Consumer Electronics Show, le plus important salon mondial consacré à l'innovation technologique en électronique grand public [10]
- Avril 2015 : Minalogic fusionne avec le Pôle Optique Rhône-Alpes, et ouvre un site à Saint-Étienne
- Mars 2016 : Minalogic reçoit pour la seconde fois le prestigieux Label Gold européen « Cluster Organisation Management Excellence »[11]
- Mars 2017 : Minalogic ouvre un bureau à Lyon
- Avril 2018 : Réélection de Philippe Magarshack (STMicroelectronics) à la présidence du pôle
- Octobre 2019 : Jean-Eric Michallet est nommé Délégué Général de Minalogic
- Juin 2020 : Antoine Perrin (Schneider Electric) est élu Président du pôle
- Avril 2022 : Serge Veyres (STMicroelectronics) est élu Président du pôle
- Juin 2022 : Erasmia Dupenloup est nommée Déléguée Générale de Minalogic
- Mars 2023 : Minalogic est labellisé par l’Etat dans le cadre de la phase V des pôles de compétitivité.
- Septembre 2023 : Minalogic et ses 12 partenaires annoncent le lancement officiel de MinaSmart, l’EDIH (European Digital Innovation Hub) de la région Auvergne-Rhône-Alpes.

## Objectifs
Le pôle Minalogic accompagne ses adhérents dans leurs projets d’innovation et de croissance, afin de renforcer leurs objectifs de développement et de rayonnement au niveau mondial. 
À ce titre, Minalogic anime et fédère, sur la région Auvergne-Rhône-Alpes, les compétences des acteurs spécialisés dans la mise au point, la production et l’intégration de produits et services autour des technologies numériques. Cet écosystème de dimension mondiale est fondé à la fois sur un leadership en recherche et en innovation, et sur le rôle moteur de grands groupes au bénéfice de la croissance des start-up et PME.
L'objectif est de renforcer les bases technologiques de la micro-nanoélectronique, de la photonique et du logiciel afin de déplacer la bataille concurrentielle du terrain exclusif des coûts de production, source de délocalisations d'entreprises, vers le terrain beaucoup plus favorable de l'innovation dans les produits, de la rapidité de leur mise sur le marché et de la fréquence de renouvellement des services offerts.

### La compétitivité par l'innovation
Face à la concurrence internationale, la stratégie de Minalogic consiste à générer de la compétitivité par l'innovation. Pour y arriver, les différents acteurs tissent entre eux des liens de partenariat autour de projets communs et novateurs. On distingue quatre types d'établissements selon leurs relations de coopération au sein de Minalogic : 
- Les établissements centraux interviennent sur plusieurs aspects : la conception du produit, et souvent la mise en commun de ressources humaines et de moyens propres. Ils recherchent des compétences et des équipements dont ils ne disposent pas en interne. Ils représentent un tiers des établissements et sont plutôt de grands fabricants de composants électroniques.
- Les établissements concepteurs participent à des relations de coopération au sein de Minalogic uniquement autour de la conception. Ils sont fortement représentés et plutôt de petite taille, ce qui leur permet d'être réactifs.
- Les établissements commerçants vendent le produit de la coopération et interviennent dans la conception et la réalisation du produit.
- Les établissements qui ne coopèrent pas représentent un cinquième des établissements. Pour la moitié d'entre eux, il s'agit de petits établissements qui ont été créés récemment et qui n'ont pas encore pu établir de relation de coopération au sein de Minalogic[12].

## Liste des partenaires
Les 52 membres fondateurs :
- 29 entreprises : A.Raymond - Atmel - BioMérieux - Bull - Ciba - Dolphin Integration -  France Telecom - Freescale - Gaz Électricité de Grenoble - MGE - Minatec Entreprises - NXP - Piolat Groupe - PolySpace - Radiall - ScalAgent - Schneider Electric - Silicomp - Sofileta - Sofradir - Sogeti - Soitec - STMicroelectronics - Thales - Tronics - Trixell - Ulis - Xerox -
- 6 centres publics de R&D : CEA Grenoble - CNRS - Institut polytechnique de Grenoble - INRIA - UPMF - UJF
- 4 organismes à vocation économique : AEPI (Agence d'étude et de promotion de l'Isère) - CCI Grenoble - SITELESC - UDIMEC
- 13 collectivités (Région/Départements/villes&agglomérations): Communauté de communes du Moyen Grésivaudan - Agglomération d'Annecy - Conseil général de la Drôme - Conseil général de la Haute-Savoie - Conseil général de l'Isère - Conseil général de la Loire - Conseil régional de Rhône-Alpes - La Métro - Pays Voironnais - Saint-Étienne Métropole - Ville de Crolles - Ville de Grenoble - Ville de Valence

Depuis, près de 450 partenaires les ont rejoints.